# Saint-Gobain (przedsiębiorstwo)
Saint-Gobain – francuski koncern przemysłowy produkujący m.in. szkło, plastik, gips (Rigips), wełnę izolacyjną (Isover, ISOROC), chemię budowlaną (Weber) i inne materiały budowlane. Dystrybuuje materiały poprzez sieć hurtowni branży grzewczej, sanitarnej, instalacyjnej i remontowo-budowlanej.

## Historia
Saint-Gobain zostało założone przez ministra Colberta w 1665 roku jako Manufacture royale de glaces de miroirs, w celu przełamania dominacji Republiki Weneckiej w produkcji szkła. Początkowo fabryka napotkała trudności finansowe, a w pierwszych latach zarządzanie przedsiębiorstwem naznaczone było chaosem, część przedsiębiorstwa została przejęta przez prywatny kapitał (klientela Colberta). Jednym z pierwszych zleceń fabryki była produkcja szkła na potrzeby sali lustrzanej w pałacu wersalskim. 
W 1695 roku przedsiębiorstwo połączyło się z konkurentem – Compagnie Thévart, które miało swoją siedzibę w Saint-Gobain. W 1702 roku przedsiębiorstwo ogłosiło bankructwo i zostało przejęte przez grupę genewskich bankierów, którzy zmienili jego nazwę na Compagnie Dagincourt. Przedsiębiorstwo było zarządzane przez konsorcjum kilku genewskich rodzin. Ostatnim prezesem firmy wywodzącym się z tych rodzin był Arnaud de Vogüé, który ustąpił ze stanowiska w 1970 roku. 
W latach 50. XVIII wieku dyrektorem fabryki został Pierre Delaunay-Deslandes, który znacząco unowocześnił proces produkcji szkła i dokonał ogólnej modernizacji przedsiębiorstwa. Podczas rewolucji francuskiej pracownicy zakładów brali udział w zamieszkach, a sama fabryka została zamknięta w 1797 roku, ponownie została otwarta w czasach konsulatu, w 1801 roku. W 1830 roku przedsiębiorstwo stało się spółką akcyjną. W 1851 roku przedsiębiorstwo produkowało szkło na potrzeby budowy Palais de l'Industrie.
W 1858 roku doszło do połączenia Saint-Gobain z wytwórnią Saint-Quirin. W 1888 roku otwarto zakłady w Pizie, w 1898 roku we Franière w Belgii, a także w Sas van Gent (1903) i Arija (1905). W 1872 roku doszło do połączenia Saint-Gobain z firmą Perret-Olivier, producentem kwasu siarkowego, co pozwoliło wejść przedsiębiorstwu na rynek chemiczny. Od końca XIX wieku produkowano także nawozy. W 1900 roku przedsiębiorstwo wybudowało nową siedzibę przy Place des Saussaies w centrum Paryża, w tym samym roku Saint-Gobain produkowało szkło na potrzeby budowy hali wystawowej Grand Palais. Od 1902 roku akcje firmy są notowane na paryskiej giełdzie. 
Podczas I wojny światowej Saint-Gobain straciło dwie fabryki i wszystkie udziały w innych przedsiębiorstwach w Cesarstwie Niemieckim, działania wojenne w Belgii i we Francji doprowadziły do zamknięcia lub zniszczenia kolejnych 4 zakładów. W 1915 roku Saint-Gobain przejęło Verreries de Bagneaux-sur-Loing, rozpoczynając produkcję szkła optycznego dla wojska. W 1918 roku rozszerzono działalność na produkcję butelek, wkrótce potem w zakładach firmy wprowadzono także automatyczne maszyny do formowania szkła. W latach 30. XX wieku produkowane przez Saint-Gobain szkło było używane podczas konstrukcji statku SS Normandie. Ze szkła produkowanego przez Saint-Gobain korzystali również Pierre Chareau i Le Corbusier. 
Podczas II wojny światowej, państwo włoskie przejęło fabrykę w Pizie, która następnie, w 1944 roku została zniszczona w bombardowaniu. Aktywa przedsiębiorstwa w Niemczech również zostały skonfiskowane. W 1941 roku pracownicy firmy rozpoczęli badania nad produkcją wełny szklanej oraz tworzyw sztucznych. Rozpoczęto także produkcję materiałów kompozytowych. 
W 1952 roku w Paryżu otwarto centrum badawcze firmy. W 1959 roku otwarto nową siedzibę firmy w Neuilly. W latach 60. XX wieku Saint-Gobain wyprodukowało szkło wykorzystane podczas budowy terminalu Orly-Sud oraz Maison de la Radio. W 1970 Saint-Gobain połączyło się z grupą Pont-à-Mousson, producentem wyrobów żeliwnych. W grudniu 1979 roku działalność rozpoczęło archiwum firmy z siedzibą w Blois.
W 1981 roku siedzibę przedsiębiorstwa przeniesiono do dzielnicy La Défense, gdzie wybudowano biurowiec Tour des Miroirs, którego architektem był Henri La Fonta. W 1982 roku firma została znacjonalizowana, a cztery lata później ponownie sprywatyzowana. W 1989 roku Saint-Gobain wyprodukowało szkło użyte przy konstrukcji Piramidy Luwru.
W 1996 roku Saint-Gobain przejęło firmę Poliet, zajmującą się produkcją i dystrybucją materiałów budowlanych. W 2005 roku doszło do połączenia firmy z British Plaster Board, przedsiębiorstwem produkującym płyty gipsowo-kartonowe. W 2008 roku firma produkowała szkło wykorzystane w konstrukcji statku MS Oasis of the Seas.

## Stan obecny
Grupa Saint-Gobain zajmuje dziesiąte miejsce wśród największych francuskich spółek; jest notowana na giełdzie w Paryżu i wchodzi w skład indeksu CAC 40. Spółka produkuje najwięcej materiałów izolacyjnych na świecie; na rynku europejskim jest liderem w produkcji szkła.
Saint-Gobain (poprzez spółkę Saint-Gobain Abrasives) jest właścicielem jednej z najpopularniejszych marek materiałów ściernych – Norton. Pod tą nazwą dystrybuuje w Europie kilka tysięcy produktów przeznaczonych dla różnych gałęzi przemysłu i zastosowań domowych.
W 2015 roku przedsiębiorstwo było obecne w 64 państwach i zatrudniało 190 tysięcy osób. Od 2019 roku siedziba firmy mieści się w 165–metrowym wieżowcu Tour Saint-Gobain w dzielnicy La Défense.

## Saint-Gobain w Polsce
W Polsce Saint-Gobain ma zakłady produkcyjne w Gliwicach, Strzemieszycach Wielkich (dzielnica Dąbrowy Górniczej), Żarach, Kole, Nidzicy oraz w Gorlicach.
Saint-Gobain Abrasives przejęło w 2001 r. zakład produkcyjny materiałów ściernych w Kole.